# Cratere Condorcet
Condorcet è un cratere lunare di 74,85 km situato nella parte nord-orientale della faccia visibile della Luna, a sud-est del Mare Crisium e a sud-ovest dei crateri Hansen e Alhazen.

Il cratere(a destra) con le strutture vicine in formato selenocromatico

Il bordo esterno di Condorcet è eroso, e presenta un punto sella di modesta altitudine a nord, mentre il cratere satellite Condorcet Y attraversa il margine nordoccidentale. Il pianoro interno è stato ricoperto da una colata lavica e si presenta livellato e povero di caratteristiche, a parte qualche minuscolo impatto. Vi è una zona più scura nella metà occidentale, mentre il resto della superficie ha la stessa albedo del terreno circostante.
Il cratere è dedicato al filosofo e matematico francese Nicolas de Condorcet.

## Crateri correlati
Alcuni crateri minori situati in prossimità di Condorcet sono convenzionalmente identificati, sulle mappe lunari, attraverso una lettera associata al nome.
| Condorcet | Coordinate            | Diametro (in km) |
| --------- | --------------------- | ---------------- |
| A         | 11°30′36″N 67°17′24″E | 15,38            |
| D         | 9°50′24″N 68°21′00″E  | 19,8             |
| E         | 11°21′00″N 68°09′36″E | 8,03             |
| F         | 8°16′12″N 73°05′24″E  | 39,66            |
| G         | 10°39′00″N 67°58′12″E | 10,31            |
| H         | 12°27′00″N 65°04′48″E | 21,04            |
| J         | 13°04′12″N 65°12′00″E | 16,25            |
| L         | 10°09′00″N 73°40′12″E | 12,57            |
| M         | 9°04′12″N 73°07′12″E  | 10,54            |
| N         | 8°58′48″N 72°36′36″E  | 5,02             |
| P         | 8°45′36″N 70°17′24″E  | 48,4             |
| Q         | 11°13′48″N 73°21′36″E | 35,81            |
| R         | 11°45′N 74°45′E       | 19,89            |
| S         | 10°40′12″N 75°38′24″E | 10,2             |
| T         | 11°48′00″N 65°50′24″E | 14,67            |
| TA        | 12°09′36″N 65°43′12″E | 14,6             |
| U         | 10°04′48″N 75°24′00″E | 10,97            |
| W         | 13°56′24″N 67°00′00″E | 35,83            |
| X         | 10°07′12″N 69°57′00″E | 8,88             |
| Y         | 12°51′36″N 68°55′12″E | 14,19            |

Il cratere Condorcet K è stato ridenominato dall'Unione Astronomica Internazionale Wildt nel 1979.